# Tersyna
Tersyna (Tersina viridis) – gatunek małego ptaka z rodziny tanagrowatych (Thraupidae). Zamieszkuje północną i środkową Amerykę Południową. Jedyny przedstawiciel rodzaju Tersina. Gatunek nie jest zagrożony wymarciem. Długość ciała ok. 15 cm.

## Systematyka
Tersyna była wcześniej klasyfikowana do podrodziny Tersininae Ridgway, 1907 – tersyny, w rodzinie trznadli.
Pewna odmienność tersyny od pozostałych ptaków z rodziny trznadlowatych spowodowała rozbieżności w klasyfikacji tego gatunku. Obecnie ten gatunek jest zaliczany do rodziny tanagrowatych. Wyróżniono trzy podgatunki T. viridis:
- T. viridis grisescens – północna Kolumbia.
- T. viridis occidentalis – wschodnia Panama i Kolumbia (z wyjątkiem północnej części) na wschód po region Gujana i północną Brazylię oraz na południe do Boliwii (z wyjątkiem południowo-wschodniej części) oraz północno-zachodnia Argentyna; także Trynidad[3].
- T. viridis viridis – wschodnia i południowa Brazylia, południowa-wschodnia Boliwia, Paragwaj i północno-wschodnia Argentyna.

## Status zagrożenia
IUCN uznaje tersynę za gatunek najmniejszej troski (LC, Least Concern) nieprzerwanie od 1988 roku. W 2022 roku organizacja Partners in Flight szacowała, że liczebność światowej populacji mieści się w przedziale 5–50 milionów dorosłych osobników. Ptak ten opisywany jest jako dość pospolity. Ze względu na brak dowodów na spadki liczebności bądź istotne zagrożenia dla gatunku BirdLife International ocenia trend liczebności populacji jako prawdopodobnie stabilny.